# Kerishnie Naicker
Kerishnie Naicker là một nữ hoàng sắc đẹp Nam Phi, đăng quang Hoa hậu Nam Phi năm 1997. Cô cũng xếp Á hậu 4 tại cuộc thi Hoa hậu Thế giới 1998.

## Đầu đời
Kerishnie Naicker lớn lên ở Reservoir Hills, Durban với bố mẹ Amra và Joey, một doanh nhân độc lập và hai anh chị em ruột. Cô đã lấy được một văn bằng danh dự về dược phẩm vào năm 1995 và làm việc với vai trò một dược sĩ cao cấp trong bệnh viện và nhà thuốc bán lẻ. Trong năm học cuối cùng, cha cô qua đời vì đau tim. Cô đã nghiên cứu về các chuyên gia dược trong nghiên cứu dược phẩm nghiên cứu "Các yếu tố xã hội và hành vi ảnh hưởng đến bệnh lao ở Nam Phi" vào năm 1997, cùng năm cô trở thành Hoa hậu Nam Phi.

## Hoa hậu Nam Phi 1997
Kerishnie Naicker được trao vương miện Hoa hậu Nam Phi năm 1997. Bằng cách tham gia cuộc thi, cô có ý định mang sự chú ý của công chúng đến người có nguồn gốc Ấn Độ, là một thành phần quan trọng trong cơ cấu dân số Nam Phi và nâng cao nhận thức về bệnh lao. Sau khi chiến thắng cuộc thi, cô trở thành người da đỏ đầu tiên được bầu chọn làm Hoa hậu Nam Phi. Cùng với việc chiến thắng danh hiệu này, cô mặc nhiên giành quyền đại diện cho Nam Phi trong cuộc thi Hoa hậu Hoàn vũ 1998 và Hoa hậu Thế giới 1998.